# Stanisław Górak
Stanisław Górak (ur. 24 lutego 1959) – polski lekkoatleta specjalizujący się w rzucie oszczepem.
Brązowy medalista Letniej Uniwersjady w Edmonton w 1983 roku. Uczestnik mistrzostw Europy 1986 (12 lokata). Mistrz Polski z 1986 roku, wielokrotny reprezentant kraju, rekordzista Polski w rzucie oszczepem (78,32 – 28.06.1986, Stuttgart). Uczestnik Pucharu Europy. Rekordy życiowe: 88,10 (stary model oszczepu; 28.08.1984 Praga) i 78,32 (nowy model). Reprezentował SZS AZS Lublin (1974–1975), Agros Chełm (1976–1980) i Lechię Gdańsk (od 1981).